# محطة لوكسمبورغ
محطة لوكسمبورغ (بالفرنسية: Gare du Luxembourg)، هي محطة سكة حديد فرنسية على خط سو ‏، وتقع في الدائرة الخامسة والسادسة في باريس.